# علية (حلب)
علية  قرية سوريّة تتبع إداريّاً لمحافظة حلب منطقة جبل سمعان ناحية تل الضمان، بلغ تعداد سكانها 656 نسمة حسب التعداد السكاني لعام 2004.